# Dolgorukovo (Oblast' di Lipeck)
Dolgorukovo (in russo Долгоруково?) è un villaggio della Russia europea, situato nell'oblast' di Lipeck; è il centro amministrativo del distretto Dobrovskij.
Si trova lungo il fiume Snova, affluente destro del Don.